# 李裕林
李裕林（1935年—2015年7月3日），男，广东五华人，中国有机化学家、化学教育家，曾任兰州大学教授、博士生导师。